# С
С (gemen: с) är en bokstav i det kyrilliska alfabetet. Den uttalas normalt som s. Bokstaven härstammar från grekiska alfabetets Sigma (Σ, σ, ς), närmare bestämt varianten sigma lunata (Ϲ), så kallad på grund av likheten med en månskära. Bokstaven ser ut som, men är inte släkt med, latinskt C. Vid transkribering av ryska skriver man s i svensk text och [s] i IPA. Vid translitteration till latinska bokstäver enligt ISO 9 motsvaras bokstaven också av s.

## Teckenkoder i datorsammanhang
| Teckenkoder        | Versal: С                  | Gemen: с                 |
| ------------------ | -------------------------- | ------------------------ |
| Namn (Unicode)     | CYRILLIC CAPITAL LETTER ES | CYRILLIC SMALL LETTER ES |
| Kodpunkt (Unicode) | U+0421                     | U+0441                   |
| HTML               | &#1057;                    | &#1089;                  |